# René Worms
René Worms (* 8. Dezember 1869 in Rennes; † 12. Februar 1926 in Paris) war ein französischer Soziologe und Philosoph.

## Leben
René Worms war Sohn von Émile Worms. Nach brillanten Abschlüssen am Lycée Charlemagne und der École normale supérieure und einer Ausbildung als Rechtsanwalt arbeitete er seit 1891 am Appellationsgericht in Paris und wurde 1894 Auditeur des Conseil d’État (Staatsrates) Frankreichs. Er arbeitete in einer Reihe staatlicher Kommissionen mit, speziell auch solchen mit statistischen Aufgaben.
Von 1895 bis 1897 lehrte Worms Politische Ökonomie an der juristischen Fakultät der Universität Paris, dann bis 1901 an der Universität Caen – hier behandelte er auch Agrarfragen. In dieser Zeit unterrichtete er auch an der École normale supérieure und am Institut Commercial in Paris, später ebenso an anderen Pariser Hochschulen, z. B. an der Russischen Hochschule für Gesellschaftswissenschaften.
1893 gründete er die Revue Internationale de Sociologie, die er fortan herausgab; ferner gründete er die Bibliothèque Sociologique Internationale und organisierte das Institut International de Sociologie und die Société de Sociologie von Paris. Sein wichtigster Gegenspieler in Frankreich wurde der einflussreiche Émile Durkheim (vgl. dessen Gegnerschaft zu Arnold van Gennep oder Gabriel Tarde), so dass sich um die Revue Internationale de Sociologie viele Gegner Durkheims sammelten. Erst unter Worms’ Nachfolger Guillaume Léonce Duprat (1872–1956) schwächten sich diese Gegensätze ab.
Worms’ organisatorische Leistungen, die der Soziologie eine internationale Infrastruktur schufen, gelten als sein wichtigster Beitrag für diese neue, sich Ende des 19. Jahrhunderts erst herausbildende Wissenschaft.
Die Soziologie ist auch das Gebiet, auf dem Worms vorrangig wissenschaftlich arbeitete. Er vertrat dabei zeitweilig Auffassungen des Organizismus, wandte sich aber wieder davon ab.
Worms war überzeugter Anhänger des Judentums. So verteidigte er das von Adolphe Crémieux 1870 initiierte Gesetz, welches den algerischen Juden die volle französische Staatsbürgerschaft verlieh, nicht aber den Muslimen, und zu Auseinandersetzungen führte.
Am 18. Februar 1905 wurde René Worms Ritter der Ehrenlegion.

## Werke
- René Worms: De la Volonté Unilatérale Considérée Comme Source d’Obligations. Paris 1891.
- René Worms: Eléments de Philosophie Scientifique et de Philosophie Morale. Paris 1891.
- René Worms: La Morale de Spinoza. Paris 1892.
- René Worms: De Natura et Methodo Sociologiæ. Paris 1896.
- René Worms: Organisme et Société. V. Giard et E. Brière, Paris 1896.
- René Worms: La Science et l’Art en Economie Politique. Paris 1896.
- René Worms: Philosophie des Sciences Sociales. 3 Bände, 1903–1907. Paris.
- René Worms: Précis de Philosophie. 3. Auflage. Hachette, Paris 1905.
- René Worms: Les principes biologiques de l’evolution sociale. V. Giard et E. Brière, Paris 1910.
- René Worms: La sexualité dans les naissances françaises. V. Giard et E. Brière, Paris 1912.
- René Worms: La sociologie: sa nature, son contenu, ses attaches. V. Giard et E. Brière, Paris 1921.